# Hustle Kings
A Hustle Kings poolszimulációs videójáték, melyet a VooFoo Studios fejlesztett és a Sony Computer Entertainment jelentett meg PlayStation 3, PlayStation 4 és PlayStation Vita platformokra. A játék PlayStation 3-verziója 2009. december 22-én jelent meg Európában a PlayStation Store-on keresztül, amit 2010. január 28-án követett az észak-amerikai régió. A Hustle Kingsben karriermód, illetve számos trick shot- és bajnokságmód is szerepel. A játékban internetes játékra is lehetőség van, melynek keretein belül a játékosok egymással is megmérkőzhetnek a PlayStation Networkön keresztül. A játék 2012. február 22-én PlayStation Vita kézikonzolra is megjelent annak egyik nyitócímeként.
A Hustle Kings lehetőséget ad a játékosoknak, hogy a PlayStation 3 merevlemezén tárolt saját zeneszámaikat hallgathassák a játék közben. A játék a PlayStation 3 YouTube API-ját is használja, így a felhasználók közvetlenül a játékból is felvehetik a játékmeneteiket és feltölthetik azt a videomegosztó portálra. A Hustle Kings irányítási módjai között szerepel a PlayStation Move is. A szoftver 2015. március 18-án PlayStation 4-re is megjelent ingyenesen játszható formában.

## Snooker Pack
A Hustle Kings: Snooker Pack fizetős kiegészítőcsomag a pool- mellé snookerszimulációt is ad a játékba. A letölthető tartalom 2010. június 8-án jelent meg.